# Österlandet (vid Ådön, Nagu)
För andra betydelser, se Österlandet (olika betydelser).
Österlandet är en ö i Finland. Den ligger i Skärgårdshavet och öster om Ådön i kommundel Nagu i Pargas stad i den ekonomiska regionen  Åboland i landskapet Egentliga Finland, i den sydvästra delen av landet. Ön ligger omkring 2 kilometer väster om Knivskär, 21 kilometer söder om Nagu kyrka, 52 kilometer söder om Åbo och omkring 170 kilometer väster om Helsingfors. Närmaste allmänna förbindelse är förbindelsebryggan vid Knivskär som trafikeras av M/S Nordep.
Öns area är 1,7 hektar och dess största längd är 270 meter i nord-sydlig riktning.